# Diócesis de Zamość-Lubaczów
La diócesis de Zamość-Lubaczów (en latín: Dioecesis Zamosciensis-Lubaczoviensis y en polaco: Diecezja zamojsko-lubaczowska) es una circunscripción eclesiástica de la Iglesia católica en Polonia. Se trata de una diócesis latina, sufragánea de la arquidiócesis de Przemyśl. Desde el 30 de junio de 2012 su obispo es Marian Rojek.

## Territorio y organización

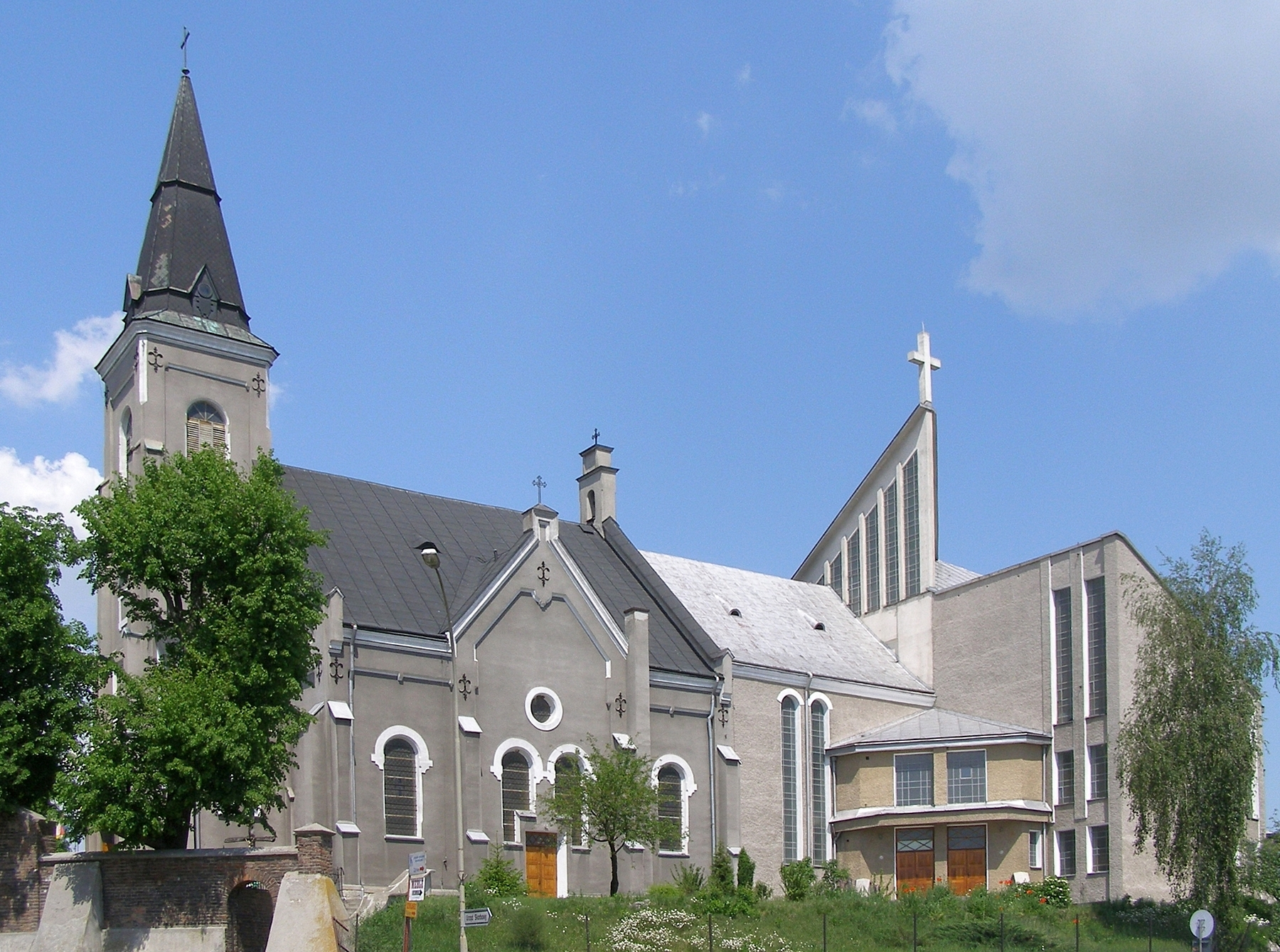
Concatedral del Beato Jacobo de Strepa, en Lubaczów

La diócesis tiene 8144 km² y extiende su jurisdicción sobre los fieles católicos de rito latino residentes los distritos de Zamość, Biłgoraj (en parte), Hrubieszów y Tomaszów Lubelski en la parte meridional del voivodato de Lublin y el distrito de Lubaczów en la parte nororiental del voivodato de Subcarpacia.

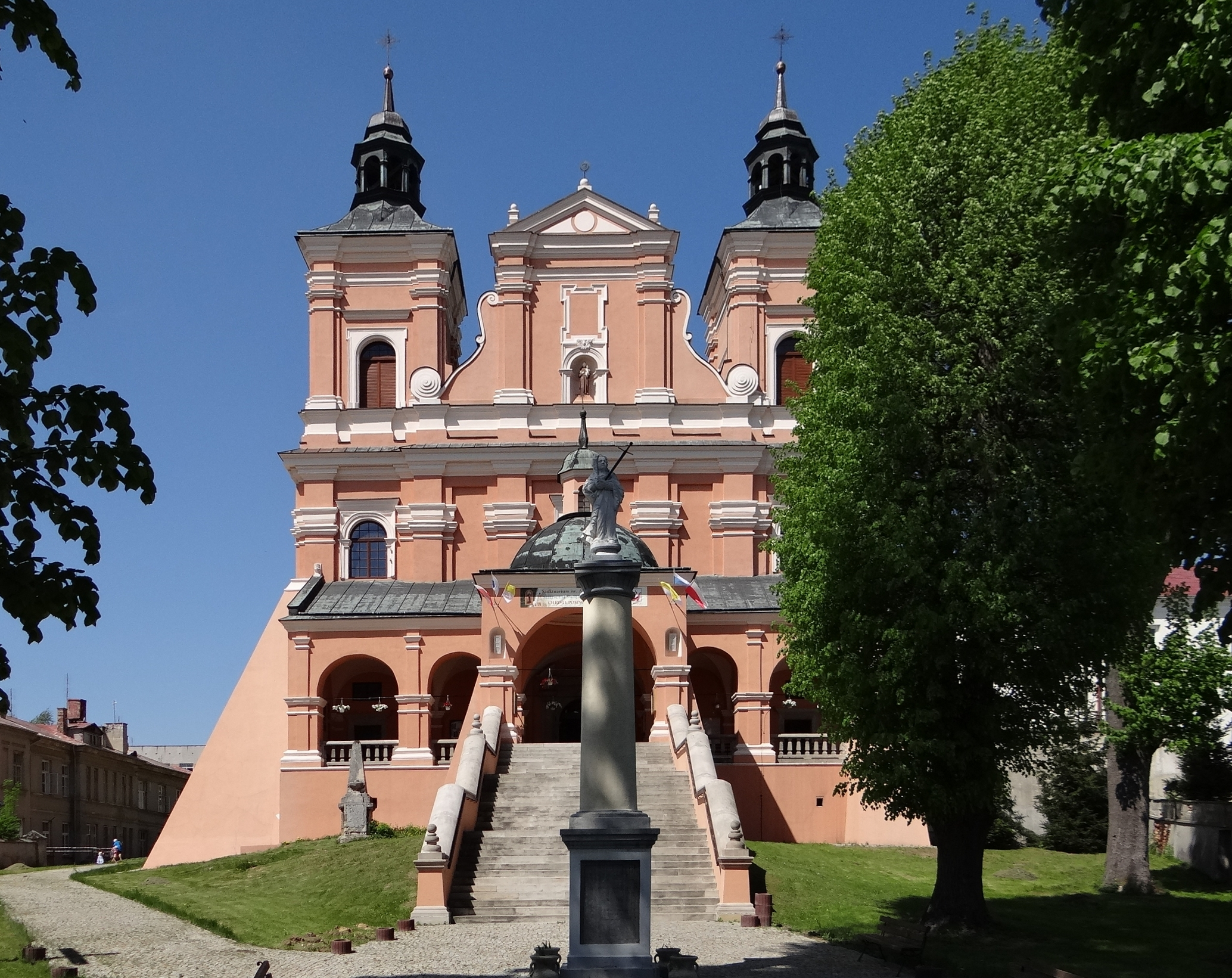
Basílica de San Antonio de Padua, en Radecznica

La sede de la diócesis se encuentra en la ciudad de Zamość, en donde se halla la Catedral de la Resurrección del Señor y Santo Tomás Apóstol. En Lubaczów se encuentra la Concatedral del Beato Jacobo de Strepa. En Radecznica se encuentra la basílica de San Antonio de Padua.

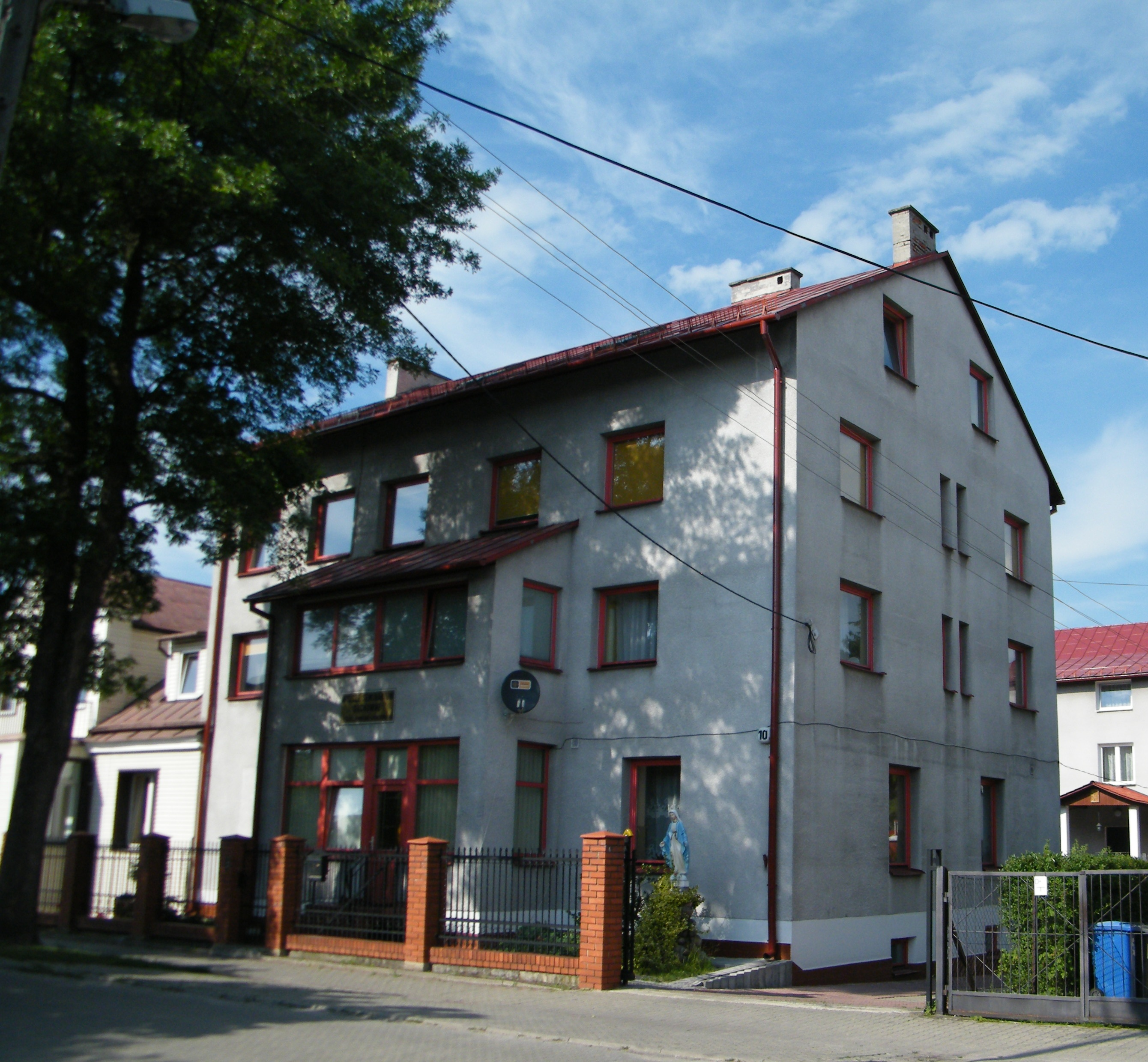
Seminario diocesano

En 2022 en la diócesis existían 187 parroquias agrupadas en 25 decanatos.

## Historia
La administración apostólica de Lubaczów se erigió en 1991 en la parte del territorio de la arquidiócesis de Leópolis que, después de la Segunda Guerra Mundial, quedó dentro de las fronteras de Polonia. Lubaczów había sido la sede de los administradores apostólicos de Leópolis durante el período soviético.
La diócesis de Zamość-Lubaczów fue erigida el 25 de marzo de 1992, como parte de la reorganización de las diócesis polacas deseada por el papa Juan Pablo II mediante la bula Totus Tuus Poloniae populus. El territorio se obtuvo de la administración apostólica de Lubaczów y de la diócesis de Lublin (a la vez elevada a arquidiócesis de Lublin).
El 7 de octubre de 1993, con la carta apostólica Christifideles dioecesis, el papa Juan Pablo II confirmó a la Santísima Virgen María, venerada con el título de "Madre del Redentor" (Redemptoris Mater), patrona principal de la diócesis.

## Estadísticas
Según el Anuario Pontificio 2023 la diócesis tenía a fines de 2022 un total de 452 550 fieles bautizados.
| Año                                                                             | Población            | Población | Población      | Sacerdotes | Sacerdotes    | Sacerdotes    | Bautizados por sacerdote | Diáconos permanentes | Religiosos | Religiosos | Parroquias |
| Año                                                                             | Bautizados católicos | Total     | % de católicos | Total      | Clero secular | Clero regular | Bautizados por sacerdote | Diáconos permanentes | Varones    | Mujeres    | Parroquias |
| ------------------------------------------------------------------------------- | -------------------- | --------- | -------------- | ---------- | ------------- | ------------- | ------------------------ | -------------------- | ---------- | ---------- | ---------- |
| 1999                                                                            | 490 000              | 492 000   | 99.6           | 365        | 349           | 16            | 1342                     |                      | 17         | 162        | 173        |
| 2000                                                                            | 490 000              | 492 000   | 99.6           | 368        | 353           | 15            | 1331                     |                      | 16         | 161        | 174        |
| 2001                                                                            | 487 000              | 489 900   | 99.4           | 364        | 349           | 15            | 1337                     |                      | 15         | 163        | 176        |
| 2002                                                                            | 483 000              | 485 000   | 99.6           | 373        | 355           | 18            | 1294                     |                      | 19         | 163        | 178        |
| 2003                                                                            | 473 084              | 487 402   | 97.1           | 392        | 364           | 28            | 1206                     |                      | 29         | 163        | 178        |
| 2004                                                                            | 484 585              | 486 909   | 99.5           | 387        | 359           | 28            | 1252                     |                      | 29         | 159        | 178        |
| 2010                                                                            | 473 946              | 487 881   | 97.1           | 455        | 431           | 24            | 1041                     |                      | 25         | 143        | 182        |
| 2014                                                                            | 462 586              | 487 500   | 94.9           | 478        | 451           | 27            | 967                      |                      | 27         | 146        | 185        |
| 2017                                                                            | 461 800              | 481 000   | 96.0           | 458        | 431           | 27            | 1008                     |                      | 27         | 144        | 187        |
| 2020                                                                            | 457 000              | 471 000   | 97.0           | 459        | 434           | 25            | 995                      |                      | 25         | 131        | 187        |
| 2022                                                                            | 452 550              | 467 540   | 96.8           | 448        | 420           | 28            | 1010                     |                      | 28         | 130        | 187        |
| Fuente: Catholic-Hierarchy, que a su vez toma los datos del Anuario Pontificio. |                      |           |                |            |               |               |                          |                      |            |            |            |

## Episcopologio
- Jan Śrutwa (25 de marzo de 1992-5 de agosto de 2006 retirado)
- Wacław Depo (5 de agosto de 2006-29 de diciembre de 2011 nombrado arzobispo de Częstochowa)
- Marian Rojek, desde el 30 de junio de 2012